# (6730) Ikeda
(6730) Ikeda est un astéroïde de la ceinture principale.

## Description
(6730) Ikeda est un astéroïde de la ceinture principale. Il fut découvert le 24 janvier 1992 à Oohira par Takeshi Urata. Il présente une orbite caractérisée par un demi-grand axe de 3,12 UA, une excentricité de 0,15 et une inclinaison de 18,3° par rapport à l'écliptique.

## Compléments